# Unió entre Suècia i Noruega
La Unió entre Suècia i Noruega va ser la unió personal dels regnes de Suècia i Noruega entre 1814 i 1905. Aquesta unició es coneix (en suec: Svensk-norska unionen; noruec: Den svensk-norske union(en)), oficialment el Regne Unit de Suècia i Noruega. Va ser una unió personal dels regnes separats de Suècia i Noruega sota un monarca comú i una política exterior comuna que va durar des de 1814 fins a la seva dissolució pacífica el 1905.

## Antecedents
En finalitzar les Guerres Napoleòniques, Noruega va intentar aconseguir la independència, que va incloure una breu guerra contra Suècia.
Noruega havia estat en una unió més estreta amb Dinamarca, però l'aliança de Dinamarca-Noruega amb la França napoleònica va fer que el Regne Unit i Rússia acceptessin l'annexió del regne per part de Suècia com a compensació per la pèrdua de Finlàndia el 1809 i com a recompensa per unir-se a l'aliança contra Napoleó. Pel Tractat de Kiel de 1814, el rei de Dinamarca-Noruega es va veure obligat a cedir Noruega al rei de Suècia, però Noruega es va negar a sotmetre's a les disposicions del tractat, va declarar la independència i va convocar una assemblea constituent a Eidsvoll a principis de 1814.
Després de l'adopció de la nova Constitució de Noruega el 17 de maig de 1814, el príncep Cristià VIII de Dinamarca va ser elegit rei. La següent guerra sueco-noruega (1814) i la Convenció de Moss van obligar a Cristià a abdicar després de convocar una sessió extraordinària del parlament noruec, el Storting, per revisar la Constitució a fi de permetre una unió personal amb Suècia. El 4 de novembre, el Storting va escollir el rei de Suècia, Carles XIII, com a rei de Noruega, confirmant així la unió. Les contínues diferències entre els dos regnes van portar a un intent fallit de crear un servei consular noruec separat i després, el 7 de juny de 1905, a una declaració unilateral d'independència per part dels Storting. Suècia va acceptar la dissolució del sindicat el 26 d'octubre. Després d'un plebiscit que va confirmar l'elecció del príncep Haakon VII com a nou rei de Noruega, va acceptar l'oferta del tron de Storting el 18 de novembre i va prendre el nom regnat de Haakon VII.

## La Unió

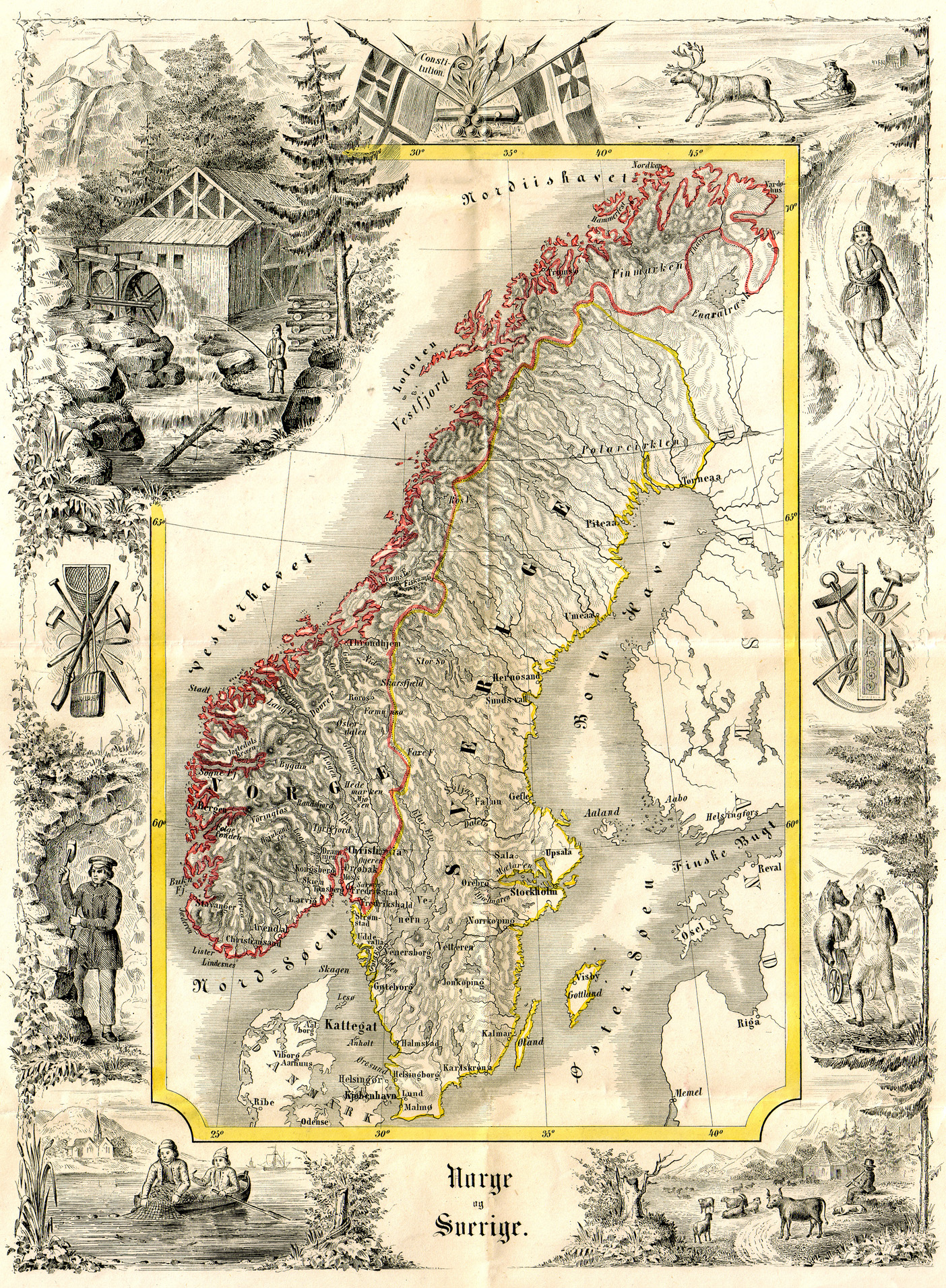
Mapa de Noruega i Suècia el 1847, per Peter Andreas Munch

Els dos estats van mantenir separades constitucions, lleis, legislatures, administracions, esglésies estatals, forces armades i monedes pe separat. Els reis residien majoritàriament a Estocolm, on hi havia representacions diplomàtiques estrangeres. El govern noruec estava presidit per virreis suecs fins al 1829 i noruecs fins al 1856. Aquest càrrec va quedar vacant després abolit el 1873. La política exterior es va dur a terme a través del ministeri d'Afers Exteriors suec fins a la dissolució de la unió el 1905.
El nou rei mai va posar els peus al seu regne noruec, però el seu hereu adoptiu Carles XIV Joan va arribar a Christiania (actual Oslo) el 18 de novembre de 1814. En la seva reunió amb els Storting, va acceptar l'elecció i va jurar mantenir la constitució en nom del rei. La seva renúncia al tractat de Kiel com a base legal de la Unió va ser avalada pel Riksdag dels Estats suecs en el preàmbul de l'Acta d'unió el 15 d'agost de 1815.
Les llavors de la discòrdia eren, per descomptat, inherents a una associació constitucional de dues parts basada en càlculs contradictoris. Suècia va veure la Unió com la realització d'una idea que s'havia alimentat durant segles, que s'havia vist reforçada per la recent pèrdua de Finlàndia. S'esperava que amb el temps, els noruecs reticents acceptarien una relació més estreta. Els noruecs, però, com a part més feble, van exigir el compliment estricte de les condicions que s'havien acordat, i van vigilar gelosament l'observança constant de tots els detalls que confirmessin la igualtat entre els dos estats.
La relació entre els dos regnes va ser de conflicte permanent, arribant el 1905 a una declaració unilateral d'independència de Noruega, que donava per acabat el règim d'unió personal, situació que es va resoldre amb l'acceptació i el reconeixement de Noruega com a regne independent pel rei Òscar II, el 26 d'octubre de 1905.
Haakon VII va ascendir al tron de Noruega, el 22 de juliol de 1906.